# Polystichum solomonii
Polystichum solomonii är en träjonväxtart som beskrevs av M. Kessler och A. R. Sm. Polystichum solomonii ingår i släktet Polystichum och familjen Dryopteridaceae. Inga underarter finns listade.